# 描述倫理學
描述倫理學（descriptive ethics），研究社會族群所持有的倫理觀，這包括風氣、習俗、禮儀、法規、對於善與惡的見解、對於各種實際行為的響應等等。它與規範倫理學、元倫理學不同；規範倫理學探討關於判決與規範人們行為的倫理理論；元倫理學主要是鑽研倫理術語、倫理理論的含意；以下列出，在這些倫理學分之領域，一些可能遇到的不同例題：:71
描述倫理學：人們認為甚麼行為是對的，甚麼行為是錯的？
規範倫理學：人們應怎樣行為？人們應遵守甚麼規則？
元倫理學：甚麼是善？甚麼是惡？

## 概述
描述倫理學是一種對於個體或團體倫理觀的經驗研究。從事描述倫理學的學者試圖揭露人們的想法，這包括價值觀、對與錯的舉止、道德主體的哪種特徵具有良善的本質等等。描述倫理學只注重於表述出人們的價值觀，即人們對於某種行為在倫理方面的對錯看法，它不會對於人們的行為或想法給出任何判決。例如，在護理課裏，老師會提到一些關於墮胎或安樂死的問題，徵詢學生的意見，老師會分析這些意見，將結果發佈公開，但老師絕不會作任何價值評判。:7
由於描述倫理學涉及到經驗調查，它與人類學、社會學、心理學密切相關。從描述倫理學推論出的結果是哲學論述的重要信息。:7

## 實際案例
勞倫斯·柯爾伯格是一位精深了解描述倫理學的心理學者。在一項研究中，柯爾伯格向一群男孩提出一個關於哪種行為是對，哪種行為是錯的問題，假若一位男士遇到了道德難題，即他是否應該偷竊藥物來救護他的妻子，還是避免犯罪，雖然這會導致妻子死亡？柯爾伯格所關心的並不是男孩所做的選擇，而是甚麼道德因素促成他們的決定。在完成一系列相關研究之後，柯爾伯格想出一種關於人們道德推理發展的理論，柯爾伯格的研究已達到描述人類實際道德發展的程度，因此可以歸類為描述倫理學。假若，他意圖描述人類應該怎樣道德地發展，則他的理論會涉及到規範倫理學。

## 描述倫理相對主義
倫理相對主義可以分為「描述倫理相對主義」和「規範倫理相對主義」兩種。描述倫理相對主義主張，實際而言，每種不同的文化都有其不同的價值觀；描述倫理相對主義並沒有評論這價值觀有否瑕疵。規範倫理相對主義主張，對於每種不同的文化而言，其獨特的價值觀都是對的。:31-32:539-540
例如，在很多原始部落裏，甚至在某些文明社會裏，盛行人食人的習俗，描述倫理相對主義只是表示出這事實，對於這種習俗完全不置可否。這立場很不具爭議性，因為描述倫理相對主義並沒有對這習俗的對錯作出任何表態。規範倫理相對主義主張，假若原始部落的文化許可人食人的習俗，則在這種社會裏，人食人是可以被允許的，雖然在別種社會裏，這行為會觸犯到法律，會遭到法律制裁。這主張極具爭議性，這意味著在某種社會被認為是對的習俗，在另一種社會可能被認為是大錯特錯。:31-32